# Кочеров, Виктор Фомич
Виктор Фомич Кочеров (20 октября 1924, Ново-Богоявленские Выселки, Тамбовская губерния — 7 ноября 1996, Воронеж) — лейтенант Советской Армии, участник Великой Отечественной войны, Герой Советского Союза (1945).

## Биография
Виктор Кочеров родился 20 октября 1924 года в селе Богоявленское (ныне — посёлок Первомайский в Тамбовской области).
Отец — Кочеров Фома Андреевич — репрессирован в 1932 году. Приговорен: тройка при УНКВД по Дальстрою 10 декабря 1937 г., обвинение: контрреволюционная агитация. Расстрелян 9 января 1938 г. Реабилитирован в январе 1957 г.
Окончил среднюю школу. В августе 1942 года Кочеров был призван на службу в Рабоче-крестьянскую Красную Армию. С сентября того же года — на фронтах Великой Отечественной войны. Участвовал в боях подо Ржевом, освобождении Белорусской и Литовской ССР. К июлю 1944 года гвардии сержант Виктор Кочеров командовал отделением 2-й стрелковой роты 95-го гвардейского стрелкового полка 31-й гвардейской стрелковой дивизии 11-й гвардейской армии 3-го Белорусского фронта. Отличился во время форсирования Немана.
В ночь с 12 на 13 июля 1944 года Кочеров, находясь в составе группы капитана Юрия Онусайтиса, под вражеским огнём первым переправился через Неман в районе Алитуса и, уничтожив передовое охранение, захватил вражеские окопы, после чего корректировал огонь советской артиллерии. Группа Онусайтиса, отвлекая огонь на себя, обеспечила успешную переправу всего батальона. В боях за удержание и расширение плацдарма Кочеров получил тяжёлое ранение, но продолжал сражаться. Он, а также Онусайтис и другие члены группы (Иван Петраков, Павел Кожин, Александр Моисеев, Степан Васечко) были представлены к званиям Героев Советского Союза.
Указом Президиума Верховного Совета СССР от 24 марта 1945 года за «проявленный героизм в борьбе с немецкими захватчиками при форсировании реки Неман» гвардии сержант Виктор Кочеров был удостоен высокого звания Героя Советского Союза с вручением ордена Ленина и медали «Золотая Звезда» за номером 5041.
В 1945 году Кочеров окончил курсы младших лейтенантов. В 1947 году в звании лейтенанта он был уволен в запас. В 1952 году Кочеров окончил Куйбышевский машиностроительный техникум, после чего работал сначала на механическом заводе, а затем в машинно-тракторной станции. В 1969 году он окончил Уральский политехнический институт, после чего проживал и работал в Свердловске. С 1974 года жил и работал в Воронеже. Умер 7 ноября 1996 года, похоронен на Левобережном кладбище Воронежа.
Был также награждён орденами Отечественной войны 1-й и 2-й степеней, Славы 3-й степени и рядом медалей.